# Férfi 800 méteres síkfutás az 1896. évi nyári olimpiai játékokon
A férfi 800 m síkfutás volt a pályakörös atlétikai futóversenyek közül a második leghosszabb. Április 6-án rendezték a selejtezőket. Azon a napon ez volt a harmadik versenyszám. A kilenc indulót két csoportra osztották, és a csoportokból az első két helyezett jutott tovább az április 9-én megrendezett döntőbe.

## Rekordok
A Nemzetközi Atlétikai Szövetség 1912 óta tartja nyilván a hivatalos világrekordot, és mivel ez volt az első olimpia, ezért olimpiai rekord sem létezett ez előtt. Ezáltal az ezen a versenyen az első középdöntőben nyerő versenyző eredménye számít ebben a versenyszámban az első hivatalos olimpiai rekordnak. Ezt az eredményt ezen az olimpián senki nem tudta megjavítani.
| Dátum      | Esemény         | Versenyző         | Eredmény | OR |
| ---------- | --------------- | ----------------- | -------- | -- |
| április 6. | Első középdöntő | Edwin Flack (AUS) | 2:10,0   | OR |

## Eredmények

### Középdöntők
A két középdöntőt április 6-án rendezték. A futamokból az első két helyezett jutott a döntőbe.
A táblázatokban a rendező ország ill. a magyar csapat versenyzői eltérő háttérszínnel, a továbbjutók neve pedig vastag betűvel kiemelve.

#### Első középdöntő
| Helyezés | Versenyző             | Eredmény   |
| -------- | --------------------- | ---------- |
| 1.       | Edwin Flack (AUS)     | 2:10,0     |
| 2.       | Dáni Nándor (HUN)     | 2:10,2     |
| 3.       | Friedrich Traun (GER) | nincs adat |
| 4.       | George Marshall (GBR) | nincs adat |

Az ausztrál Edwin Flack nyerte az első középfutamot 2 perc 10 másodperces eredménnyel. A magyar Dáni Nándort előzte meg, aki 0,2 másodperces hátránnyal érkezett a célba.

#### Második középdöntő
| Helyezés | Versenyző                   | Eredmény   |
| -------- | --------------------------- | ---------- |
| 1.       | Albin Lermusiaux (FRA)      | 2:16,6     |
| 2.       | Dimítriosz Golémisz (GRE)   | 2:16,8     |
| 3.       | Georges de la Nézière (FRA) | nincs adat |
| 4.       | Angelos Fetsis (GRE)        | nincs adat |
| 5.       | Dimitrios Tomprof (GRE)     | nincs adat |

A francia Albin Lermusiaux 2 perc 16,6 másodperces idővel nyerte a második középfutamot, ami több, mint 6,5 másodperccel rosszabb idő volt, mint az első középdöntőbeli győztesé. A második helyen a hazai Dimítriosz Golémisz ért célba 2 perc 16,8 másodperces időeredménnyel.

### Döntő

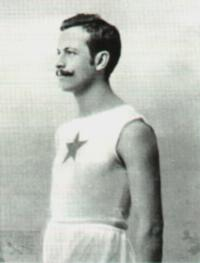
Dáni Nándor

Az április 9-én tartott döntőben csak hárman indultak, mivel Lermusiaux nem indult el a futamon. A versenyt szoros csatában Flack nyerte Dáni Nándorral a nyomában. A harmadik helyet, nagyon lemaradva az első kettőtől, Golemis szerezte meg.
| Helyezés | Versenyző                 | Eredmény   |
| -------- | ------------------------- | ---------- |
| Arany    | Edwin Flack (AUS)         | 2:11,0     |
| Ezüst    | Dáni Nándor (HUN)         | 2:11,8     |
| Bronz    | Dimítriosz Golémisz (GRE) | 2:28,0     |
| -        | Albin Lermusiaux (FRA)    | nem indult |